# روزهای همجنس گرایان در دنیای والت دیزنی

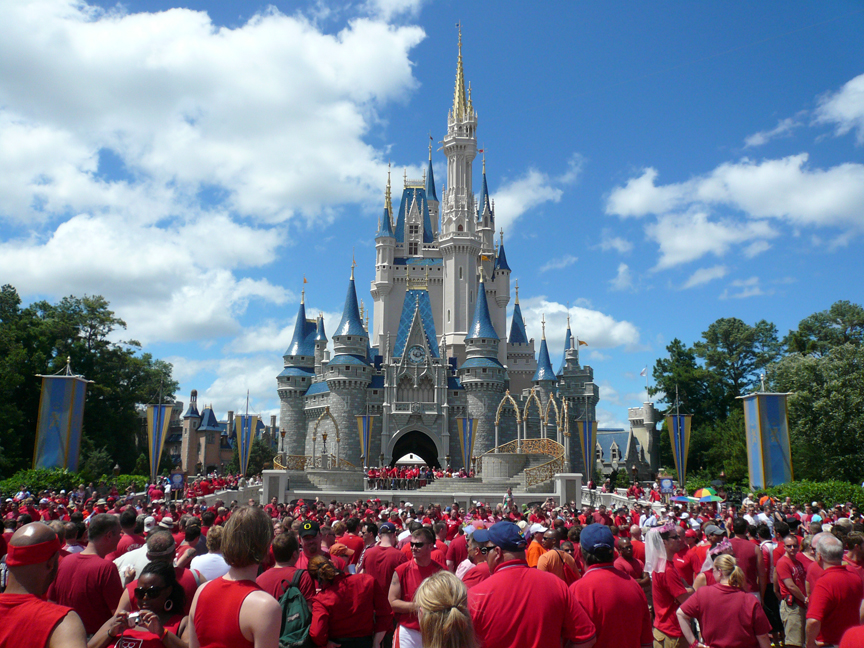
اشخاصی که در روز همجنس گرایان شرکت می کنند با لباس قرمز در مقابل قلعه سیندرلا می باشد.

روز جهانی همجنس گرایان دیزنی یک واقعه کاملاً سازماندهی شده است که در آن اشخاص لزبین ، همجنس گرا ، دوجنس گرا و تراجنسیتی ( ال جی بی تی )، خانواده ها، اقوام و پشتیبانان آنان هر سال در یک واقعه یک هفته ای به دنیای والت دیزنی می روند. در نخستین شنبه ماه ژوئن (با واقعه های گوناگون نظیر در هفته قبل در ناحیه ) برگزار می شود.

## تاریخ
نخستین واقعه مستند، در ماه ژوئن ۱۹۹۱، ۳,۰۰۰ نفر از ال جی بی تی کیو پلاس از مرکز فلوریدا را در یک روز با پیراهن های قرمز به پارک های موضوعی ناحیه رفتند تا حضور خود را بیشتر آشکار کنند. تا سال ۱۹۹۵، این واقعه به ۱۰,۰۰۰ همجنس گرا و لزبین که برای روز همجنس گرایان در دیزنی سفر می نمودند، افزایش پیدا کرد. از سال ۲۰۱۰، کمابیش ۱۵۰,۰۰۰ ال‌جی‌بی‌تی، خانواده‌ها و پشتیبان های آنان در این گردهمایی ۶ روزه (حاوی مهمانی‌های گوناگون استخر، اجماع ها، جشنواره‌ها، نمایشگاه تجاری، فعالیت‌های مخصوص کودکان و غیره) شرکت کردند و بین ۲۰,۰۰۰ تا ۳۰,۰۰۰ نفر در روز پایانی به دیزنی رفتند. 

## نقد
روز همجنس گرایان مورد انتقاد اعضا های مذهبی واقع گردیده شده. در حالی که دیزنی روز همجنس گرایان را تحریم نمی کند (و قانوناً به کارمندهای خود اینگونه می گوید که آن را همچون روزهای تابستانی دیگر در نظر بگیرند)، گروه های محافظه کار مسیحی دیزنی را محکوم می کنند که هیچ اقدامی برای متوقف سازی این واقعه انجام نداده است. کنوانسیون باپتیست جنوبی بایکوت دیزنی به مدت ۸ سال. انجمن خانواده فلوریدا یک سال هواپیماهای بنری را به پرواز درآورد که در آن پایان هفته به خانواده‌ها در خصوص واقعه های همجنس‌گرایان در دیزنی هشدار می‌داد، با استناد به ایمیل‌های افرادی در سرتاسر کشور که بی خبرانه تعطیلات خود را در روزهای همجنس‌گرا رزرو نمایند.